# Keurvorstendom Beieren
Het keurvorstendom Beieren was van 1623 tot 1806 een vorstendom binnen het Heilige Roomse Rijk; hieruit is het koninkrijk Beieren later ontstaan.

## Geschiedenis
Tijdens de Dertigjarige Oorlog leidde Beieren de Katholieke Liga. In de Boheemse Opstand (1618-1620) steunde het hertogdom Beieren keizer Ferdinand II. Nadat de troepen van de keizer en de Liga in 1623 de keurvorst van de Palts hadden verdreven uit Bohemen en zijn stamlanden, liet Beieren zich belonen voor de hulp. Op de Regensburger deputatendag van 1623 kreeg de hertog voorlopig de keurvorstelijke waardigheid dit tot dan toe met het Paltsgraafschap aan de Rijn was verbonden. Verder werd het vorstendom Opper-Palts aan Beieren overgedragen als betaling voor de oorlogskosten. In 1628 werd de keurwaardigheid definitief. In de Vrede van Westfalen van 1648 bleven de Opper-Palts en de keurwaarde bij Beieren.
In 1742 werd na het uitsterven van de mannelijke lijn van de Habsburgers keurvorst Karel Albrecht tot keizer gekozen onder de naam Karel VII. Oostenrijk bezette daarop München en het land ondervond slechts nadelen van de verkiezing tot keizer. In 1745 stierf de keizer en zijn zoon Maximiliaan III Jozef van Beieren sloot direct met Oostenrijk de Vrede van Füssen.
Met de dood van Maximiliaan III Jozef van Beieren in 1777 stierf het Beierse hertogelijke huis uit. Erfgenaam was de keurvorst van de Palts, Karel Theodoor. Hierdoor werden de beide keurvorstendommen verenigd. Op grond van de bepalingen in de Westfaalse Vrede werd nu de keurvorstelijke waardigheid van de Palts opgeheven. De verenigde landen werden wel aangeduid als het keurvorstendom Palts-Beieren. De nieuwe vorst verhuisde met tegenzin van Mannheim naar München. Om de Oostenrijkse aanspraken op de erfenis af te kopen stond hij in het Verdrag van Wenen in 1778 Beieren-Straubing en de heerlijkheid Mindelheim aan Oostenrijk af. Verder werd de mogelijkheid open gehouden om de rest van Beieren tegen de Zuidelijke Nederlanden te ruilen. Daarop brak de Beierse Successieoorlog uit. Toen in 1779 Russische deelname aan de oorlog dreigde, gaf Oostenrijk toe. In de Vrede van Teschen van 1779 werd het verdrag van Wenen geannuleerd. Alleen de Innviertel bleef overgedragen aan Oostenrijk.
In 1797 en 1801 gingen alle bezittingen op de linker Rijnoever verloren aan republiek Frankrijk. In 1799 stierf de dynastie opnieuw uit. Het keurvorstendom Palts-Beieren kwam aan de hertog van Palts-Zweibrücken, die als Maximiliaan IV Jozef I de troon besteeg. Hij was tot nu toe een vorst zonder land, want Zweibrücken was in 1797 door Frankrijk ingelijfd (in 1806 werd hij nog koning Maximiliaan I van Beieren). 

### Beieren en de Reichsdeputationshauptschluss in 1803
Beieren bezette in 1802 een aantal gebieden. Dit werd gelegaliseerd in de Reichsdeputationshauptschluss van 25 februari 1803. In artikel 2 verloor Beieren de Rijnpalts, de hertogdommen Zweibrücken, Simmern en Gulik, de vorstendommen Lautern en Veldenz, het markiezaat Bergen op Zoom, het land van Ravenstein en alle in de Elzas en de Zuidelijke Nederlanden gelegen heerlijkheden. In ruil kreeg Beieren: 
- het bisdom Würzburg met een aantal nader vermelde uitzonderingen
- de bisdommen Bamberg, Freising, Augsburg
- en van het bisdom Passau de stad Passau en de delen ten westen van de Inn en de Ilz.
- de proosdij Kempten, de abdijen Waldsassen, Eberach, Irrsee, Wengen, Söflingen, Elchingen, Ursberg, Roggenburg, Wettenhausen, Ottobeuren, Kaisersheim en Sankt Ulrich und Afra. Verder
- de rijkssteden en rijksdorpen: Rothenburg, Weißenburg, Windsheim, Schweinfurt, Gochsheim, Sennfeld, Kempten, Kaufbeuren, Memmingen, Dinkelsbühl, Nördlingen, Ulm, Bopfingen, Buchhorn, Wangen, Leutkirch en Ravensburg met inbegrip van de vrije lieden op de Leutkircher Heide.

Een grensverdrag, gesloten op 30 juni 1803 te Ansbach tussen het koninkrijk Pruisen en het keurvorstendom Beieren normaliseerde de grenzen met de Pruisische vorstendommen Ansbach en Bayreuth. De voormalige rijkssteden Weißenburg, Dinkelsbühl en Windsheim werden daarbij aan Pruisen afgestaan.
Op 30 november 1803 sloot de keurvorst een verdrag met de tak Palts-Birkenfeld. Het hertogdom Berg werd onder behoud van het oppergezag door Beieren afgestaan.
Op 19 december 1803 werd er een verdrag gesloten met Löwenstein-Wertheim, waardoor de ambten Homburg en Holzkirchen van het voormalige prinsbisdom Würzburg werden verworven.

### Beieren en de Vrede van Pressburg van 1805
De Vrede van Presburg, gesloten op 15 december 1805 bracht de volgende veranderingen:
- artikel 7: de titel koning van Beieren
- artikel 8: het markgraafschap Burgau en onderhorigheden, het vorstendom Eichstätt, het deel van het gebied van Passau dat bij het keurvorstendom Salzburg hoorde, het graafschap Tirol, inclusief het vorstendom Brixen en het vorstendom Trient, de zeven heerlijkheden in Vorarlberg, het graafschap Hohenems, het graafschap Königsegg-Rothenfels de heerlijkheid Tettnang en Argen en de stad en het gebied van Lindau.
- artikel 11: Beieren moest het vorstendom Würzburg afstaan aan de keurvorst van Salzburg, aartshertog Ferdinand.
- artikel 13: de rijksstad Augsburg komt aan Beieren
- artikel 15: de keizer deed afstand van de soevereiniteit over Beieren.

In dezelfde maand sloot Beieren een verdrag met keizerrijk Frankrijk, waarin het hertogdom Berg werd geruild tegen het markgraafschap Ansbach.

### Het koninkrijk Beieren
Keurvorst Maximiliaan IV Jozef nam op 1 januari 1806 de titel aan van koning van Beieren en werd gekroond als Maximiliaan I van Beieren.